# Apolysis linderi
Apolysis linderi är en tvåvingeart som beskrevs av Hesse 1962. Apolysis linderi ingår i släktet Apolysis och familjen svävflugor. Inga underarter finns listade i Catalogue of Life.